# Chrysocraspeda olenaria
Chrysocraspeda olenaria är en fjärilsart som beskrevs av Walker 1861. Chrysocraspeda olenaria ingår i släktet Chrysocraspeda och familjen mätare. Inga underarter finns listade i Catalogue of Life.